# Commenchon
Commenchon es una comuna francesa, situada en el departamento de Aisne, de la región de Alta Francia.

## Demografía
| 144 | 119 | 115 | 144 | 160 | 155 | 166 | 191 | 209 |
| Para los censos de 1962 a 1999 la población legal corresponde a la población sin duplicidades (Fuente: INSEE [Consultar]) |     |     |     |     |     |     |     |     |